# Suzanne Doyle-Morris
Suzanne Doyle-Morris est une autrice et chercheuse australienne installée à Édimbourg.

## Biographie
Doyle-Morris obtient un doctorat à l'université de Cambridge pour son travail sur les expériences des femmes travaillant dans des milieux généralement masculins.
Elle s'implique dans l'association Female Breadwinners, où elle commence à estimer que l'implication des hommes reconnus a son importance pour améliorer les conditions de travail de chacun-e. Elle fonde ensuite l'institution InclusIQ.
Elle écrit deux livres, Beyond the Boy's Club: Strategies for achieving career success as a woman working in a male dominated field,, et Female Breadwinners: how they make relationships work and why they are the future of the modern workplace,. Dans ce deuxième livre, elle étudie la réaction des hommes quand leur femme gagne un salaire plus élevé que le leur.
Elle est membre de la Professional Speakers Association et de la Fondation Saltire.

## Prix et distinctions
En octobre 2017, Doyle-Morris est nommée pour rejoindre l'équipe plafond de verre de la liste 100 Women de la BBC.